# Dracena
Dracena (Dracaena Vand. ex L.) – rodzaj roślin z rodziny szparagowatych. Liczy około 188 gatunków, występujących w subtropikalnych i tropikalnych rejonach Afryki, Azji, Ameryki Środkowej i Południowej, Australii oraz na Wyspach Kanaryjskich. Niektóre gatunki zostały introdukowane poza miejscami naturalnego występowania, np. do południowej Ameryki Południowej, na wyspy Pacyfiku lub na Florydę. We współczesnym ujęciu systematycznym obejmuje gatunki zaliczane historycznie do rodzaju sansewieria. Draceny od starożytności były źródłem tzw. smoczej krwi i wykorzystywane do celów medycznych i rytualnych. Niektóre gatunki uprawiane są jako rośliny ozdobne. Draceny są drugim najpopularniejszym rodzajem roślin pokojowych w Europie. Przypisywana jest im zdolność neutralizowania zanieczyszczeń oraz absorbowania związków takich jak formaldehyd.
Nazwa naukowa rodzaju pochodzi od greckiego słowa δράκαινα (drakaina – smoczyca) odnosząc się do specyficznego żywicznego wysięku z liści tych roślin, zwanego od starożytności smoczą krwią.

## Zasięg geograficzny
Centrum różnorodności biologicznej rodzaju jest w Afryce, gdzie występuje ok. 70% wszystkich gatunków draceny, z czego większość na obszarze wilgotnego klimatu równikowego, a część suchego klimatu zwrotnikowego (w tym sięgając zasięgiem na Półwysep Arabski). Drugim pod względem bioróżnorodności jest obszar klimatu równikowego w Azji, gdzie na terenach od południowych Indii przez południowe Chiny, Azję Południowo-Wschodnią do północnej Australii występuje 55 gatunków draceny. Odrębnym obszarem występowania dracen są Hawaje, gdzie występuje endemicznie siedem gatunków (Dracaena aurea, D. fernaldii, D. forbesii, D. halemanuensis, D. halapepe, D. konaensis i D. rockii). Dwa gatunki dracen występują naturalnie wyłącznie w Ameryce Środkowej: D. ghiesbreghtii na kontynencie oraz D. cubensis na Kubie.
Wiele gatunków dracen ma bardzo ograniczony, często endemiczny, zasięg naturalnego występowania. Na przykład dracena smocza występuje naturalnie jedynie na Wyspach Kanaryjskich i Wyspach Zielonego Przylądka oraz w Maroku, a D. cinnabari jest endemitem Sokotry. Oprócz wspomnianych wcześniej miejscami endemizmu dracen jest Borneo (sześć gatunków endemicznych), Półwysep Malajski (dziewięć gatunków), Andamany i Nikobary (D. brachyphylla), Mauritius (D. concinna i D. floribunda), Reunion (D. fontanesiana), Komory (D. kirkii), Małe Wyspy Sundajskie (D. timorensis) i Nowa Gwinea (D. novoguinensis).
Gatunki uprawiane jako rośliny ozdobne zostały introdukowane poza obszary swojego naturalnego występowania. Dracena smocza (D. draco) została introdukowana na Azory, Maderę oraz do Nowej Zelandii. Dracenę wonną (D. fragrans), pochodzącą z tropikalnej Afryki, wprowadzono do Malezji, Meksyku, Kostaryki, na Czagos, Mariany, Karoliny, Wyspy Towarzystwa oraz na wiele wysp Karaibów. Zasiedlającą tropikalną i zwrotnikową Afrykę D. hiacynthoides introdukowano z kolei na Florydę i do Meksyku w Ameryce Północnej, do Ameryki Centralnej i na Karaiby, a także do Wietnamu i Kambodży.

## Morfologia

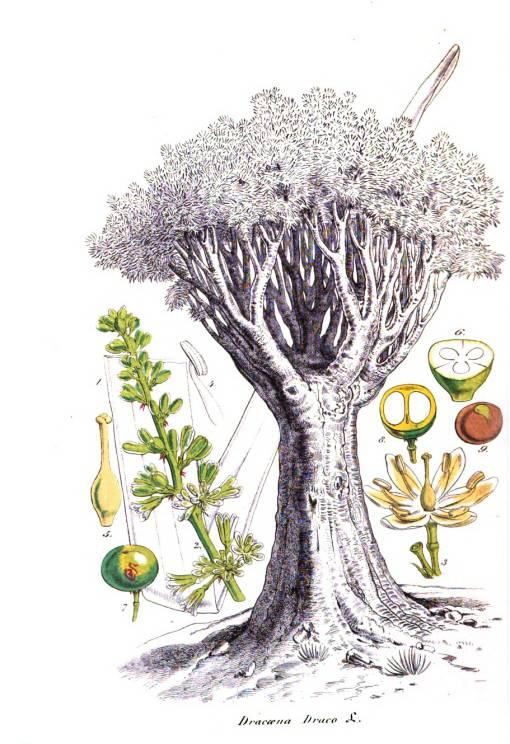
Dracena smocza

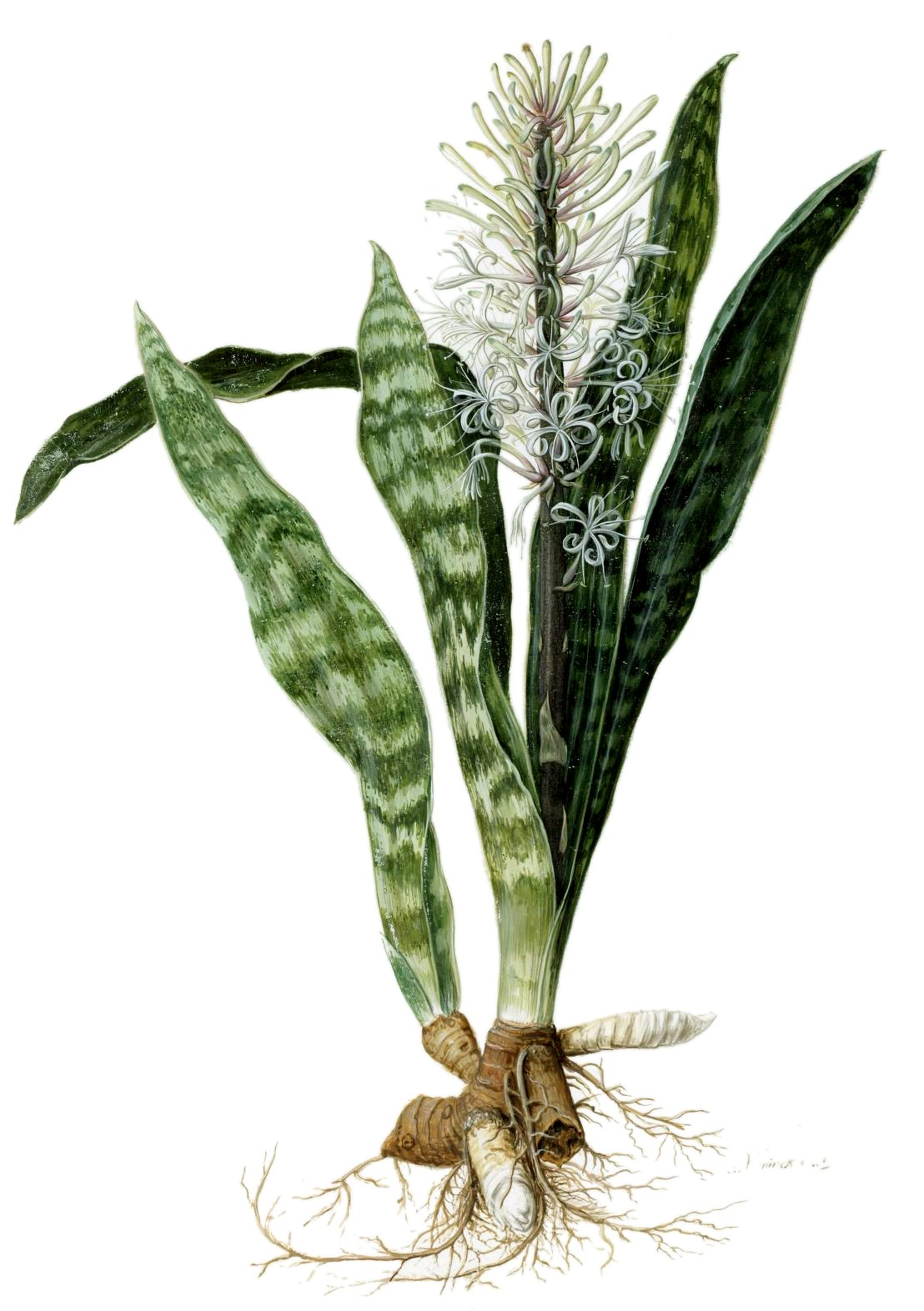
Dracaena hiacynthoides

PokrójDrzewa, krzewy, niekiedy pnącza, nierozgałęzione półkrzewy lub rośliny zielne, niekiedy gruboszowate, nagie, o wysokości od poniżej 10 cm do ponad 40 metrów. Pędy nadziemne często z charakterystycznymi trwałymi bliznami po liściach.
KorzenieU wielu gatunków barwy pomarańczowej, niekiedy tworzące bulwy.
LiścieUlistnienie naprzemianległe, dwurzędowe lub skrętoległe. Liście często skupione w rozety bądź na wierzchołkach pędów bocznych, bądź wyrastające odziomkowo z wierzchołka kłącza. Blaszki liściowe całobrzegie, jajowate, paskowate lub mieczowate, zwykle obejmujące łodygę, z pochwą liściową u nasady, u niektórych gatunków o długości przekraczającej 2 metry, zwykle znacznie krótsze, niekiedy wielobarwne. Wielobarwność zazwyczaj powodowana jest brakiem chlorofilu w jednej lub więcej warstwie miękiszu palisadowego. U nielicznych gatunków spodnia strona blaszki liściowej może być ciemnofioletowoczerwona, ze względu na obecność antocyjanów. U niektórych gatunków nasada blaszki liściowej może zwężać się w nibyogonek. Liście położone w górnym odcinku łodygi zwykle stopniowo lub nagle przekształcone w podsadki kwiatostanów. Nasady liści i blizny liściowe mogą produkować czerwony wysięk, szklisty po wyschnięciu, zwany „smoczą krwią”. Użyłkowanie liścia równoległe.
KwiatyZebrane w wierzchołkowe, groniaste, główkowate do wiechowatych kwiatostany, niekiedy pozornie wyrastające kątowo na bezlistnych, karłowatych pędach bocznych. Liście przykwiatowe często zanikające. Kwiaty często zgrupowane na członowanych szypułkach z dłuższym lub krótszym perykladium, wonne, otwierające się w nocy. Okwiat zwykle biały, niekiedy nabiegły zielono lub fioletowo. Sześć listków okwiatu równej wielkości, w dolnej części zrośniętych w krótszą lub dłuższą rurkę, powyżej wolne. Sześć pręcików osadzonych w gardzieli rurki okwiatu, długości łatek. Nitki często zgrubiałe i wrzecionowate. Pylniki obrotne, pękające bocznie. Zalążnia górna, cylindryczna do butelkowatej, trójkomorowa, z jednym zalążkiem w każdej komorze, z przegrodowymi miodnikami. Szyjka słupka długości pręcików, zwieńczona główkowatym lub płytko trójklapowanym znamieniem.
OwoceCienkościenne, spłaszczone, kulistawe do elipsoidalnych, niekiedy trójklapowane jagody, zwykle jasnopomarańczowe, zawierające do 3 dużych, pozbawionych łupiny nasion, zamkniętych warstwą zdrewniałych komórek endokarpu.
Gatunki podobneRośliny z rodzaju kordylina, różniące się liczbą powstających w zalążni zalążków (jeden u dracen i kilka u kordylin) oraz unerwieniem blaszek liściowych. U dracen żyłka główna (złożona z kilku wiązek przewodzących) biegnie od nasady do wierzchołka blaszki, a u kordylin wiązki przewodzące rozgałęziają się od żyłki głównej pod bardzo ostrym kątem.

## Biologia i ekologia
RozwójKwitnienie odbywa się w nocy lub przy bardzo niskim natężeniu światła w ciągu dnia. Po osiągnięciu przez pąki kwiatowe pewnej wielkości, ich wzrost jest zatrzymywany. W ciągu 24 godzin poprzedzających kwitnienie wielkość pąków gwałtownie się podwaja. W czasie kwitnienia łatki okwiatu oddzielają się i zakrzywiają w kierunku rurki, powodując ułożenie pręcików pod kątem około 45° od słupka, rośliny zaczynają wydzielać silny zapach i obficie wytwarzać nektar. Kwiaty zapylane są przez nocne motyle z rodziny zawisakowatych. Możliwe jest również spontaniczne samozapylenie.
SiedliskoZasięg wszystkich dracen, z wyłączeniem draceny smoczej, ograniczony jest do strefy tropikalnej. Dracena smocza i Dracaena aletriformis mogą przetrwać w strefie klimatu umiarkowanego. Draceny zasiedlają półpustynie i lasy deszczowe. Niewiele gatunków przeżywa, gdy ich siedlisko leśne ulega degradacji. Niektóre gatunki zajmują wyspecjalizowane siedliska, ograniczone do skarp lub pierwszej linii roślinności leśnej nad brzegiem morza. Niektóre gatunki są reofitami, występującymi w korytach rzek deszczowych ze zmiennym poziomem wody.
GenetykaLiczba chromosomów 2n wynosi od 38 do 42, są one bardzo małe.

## Systematyka

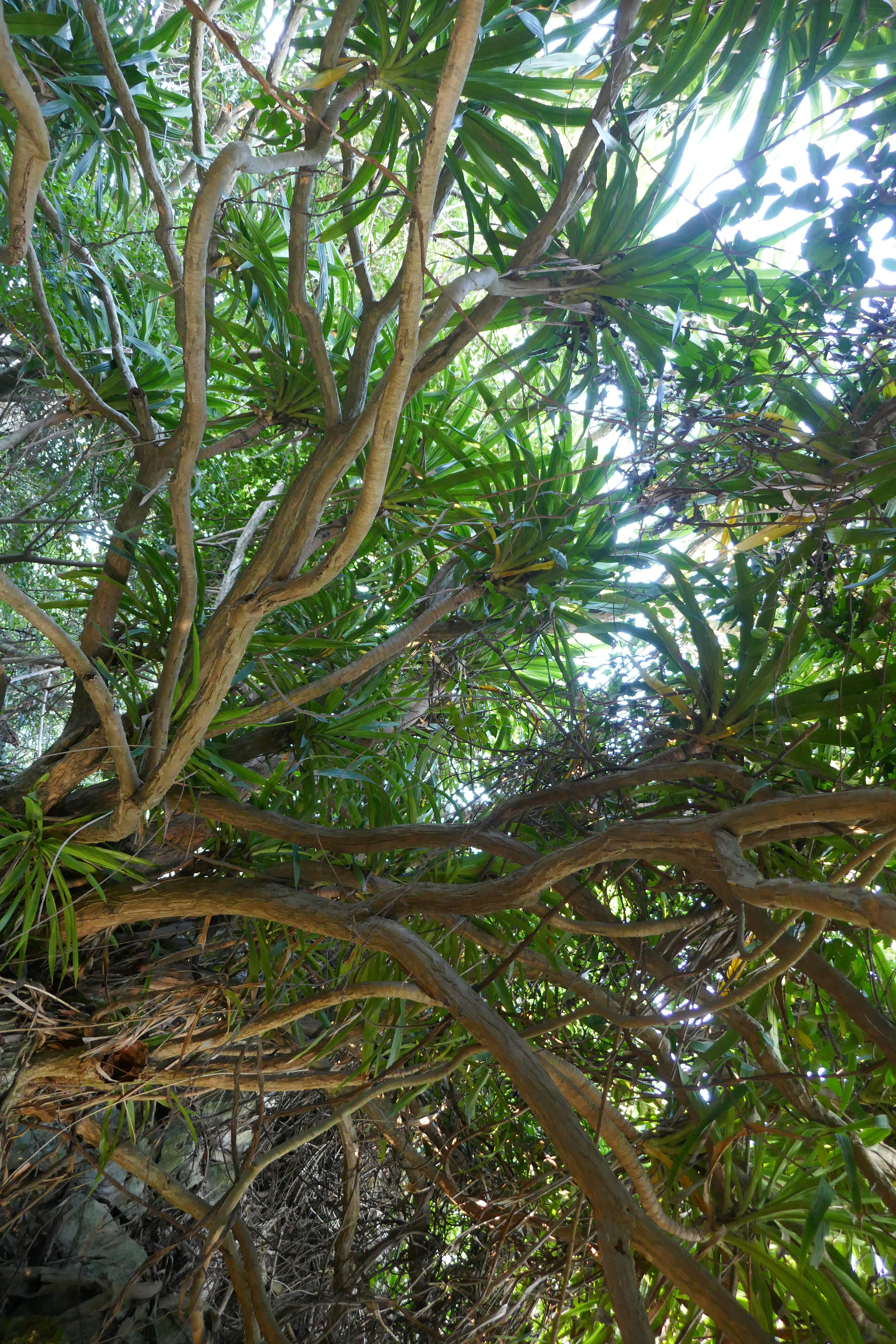
Dracaena cambodiana

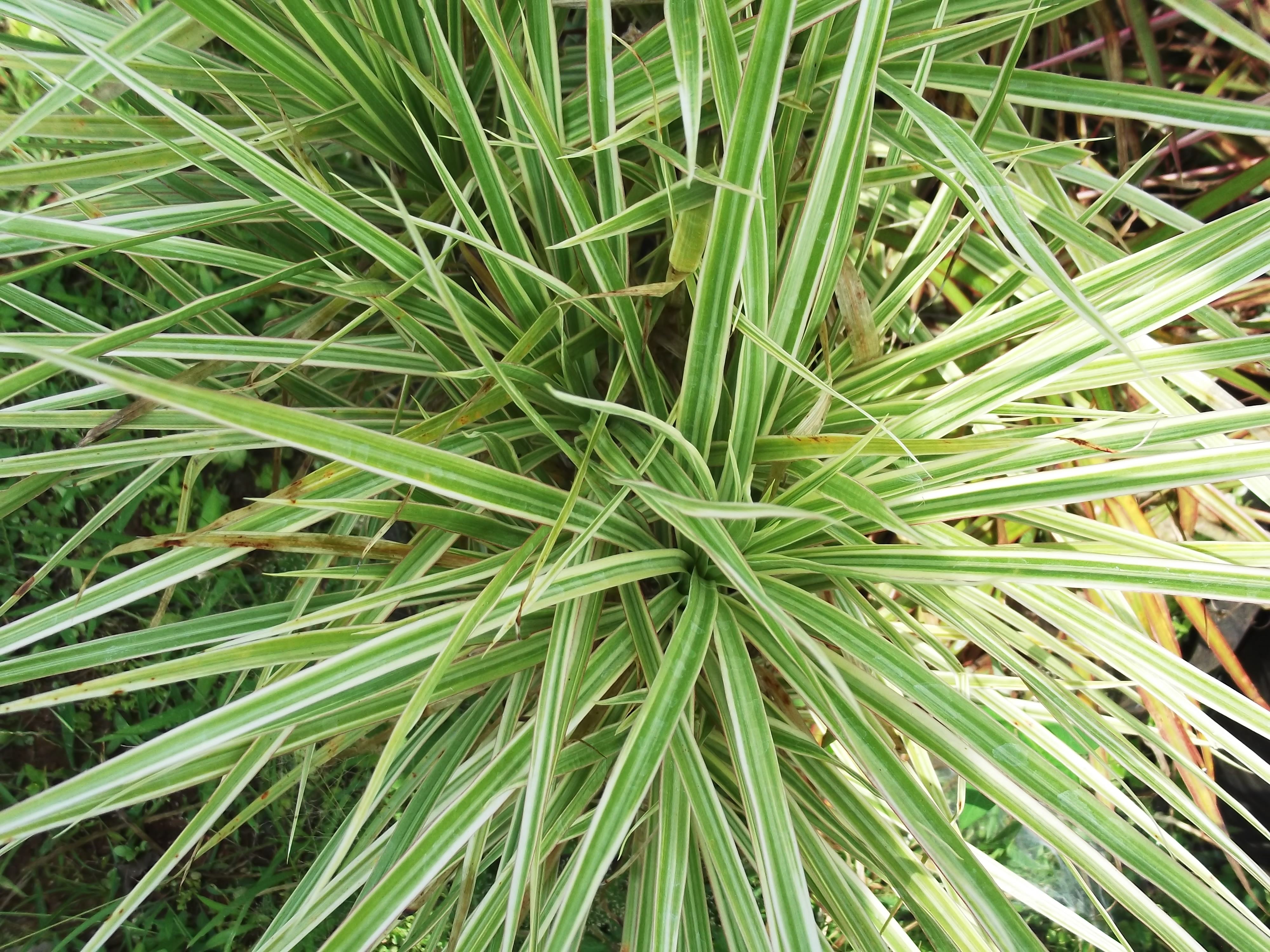
Dracaena cincta

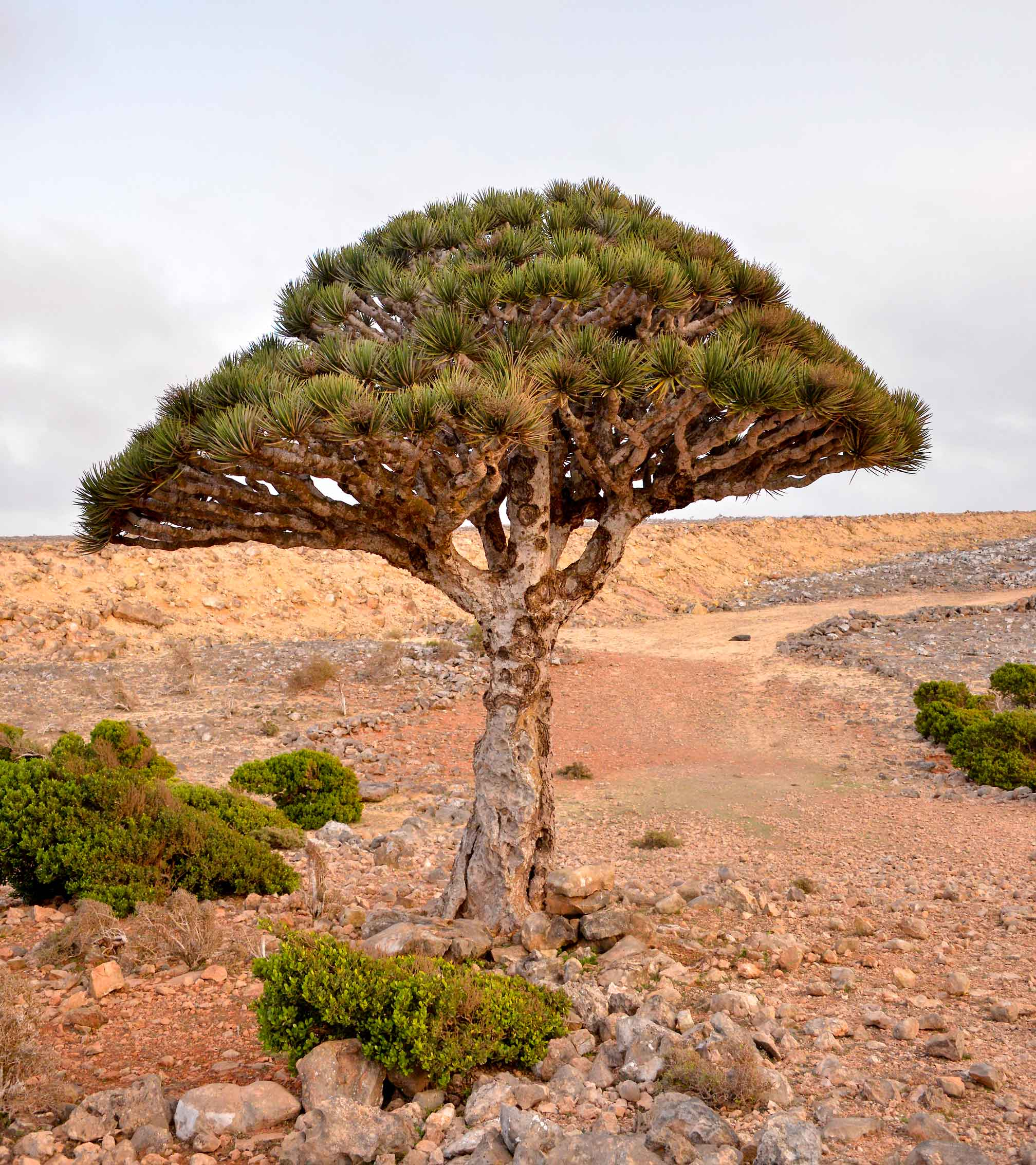
Dracaena cinnabari

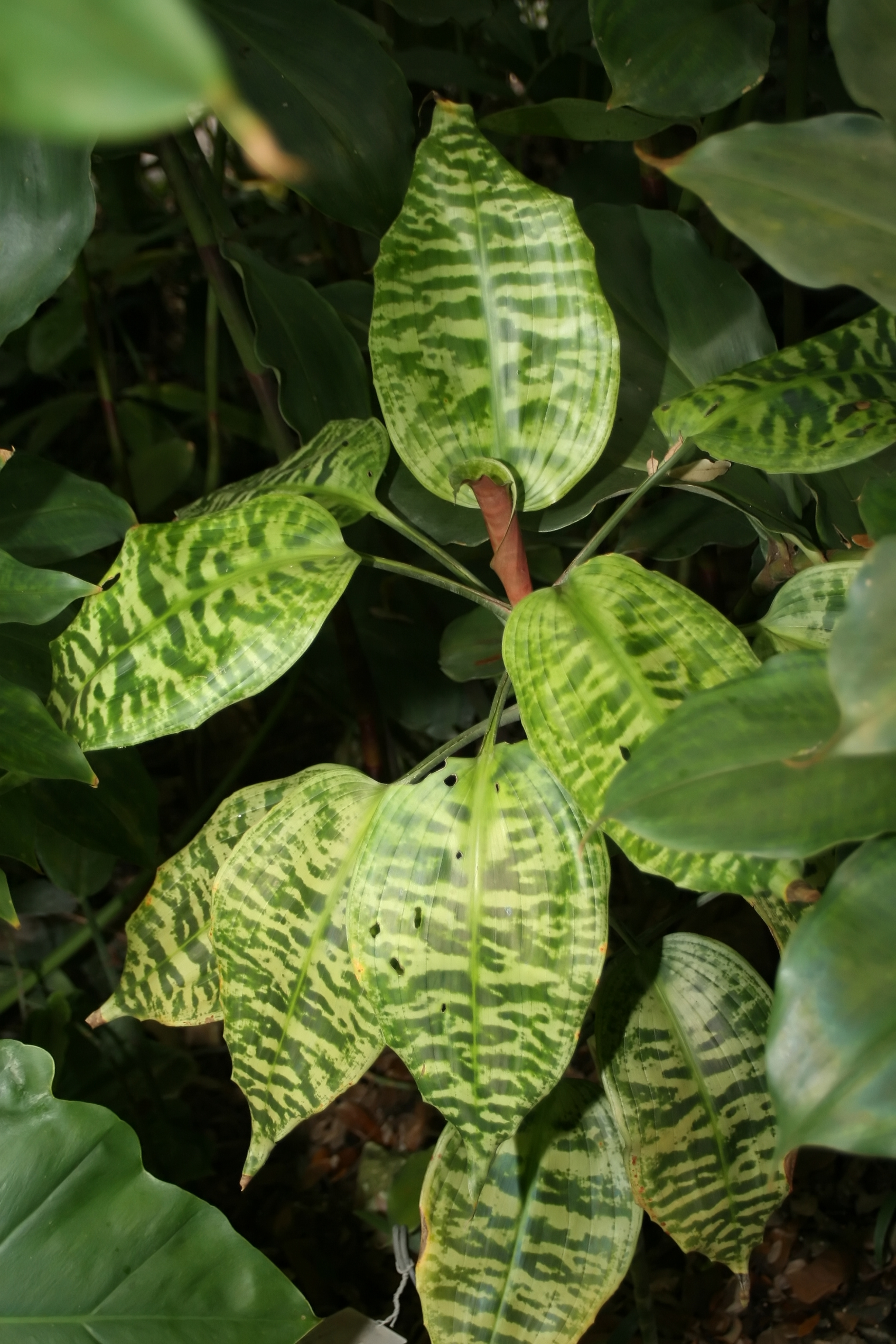
Dracaena goldieana

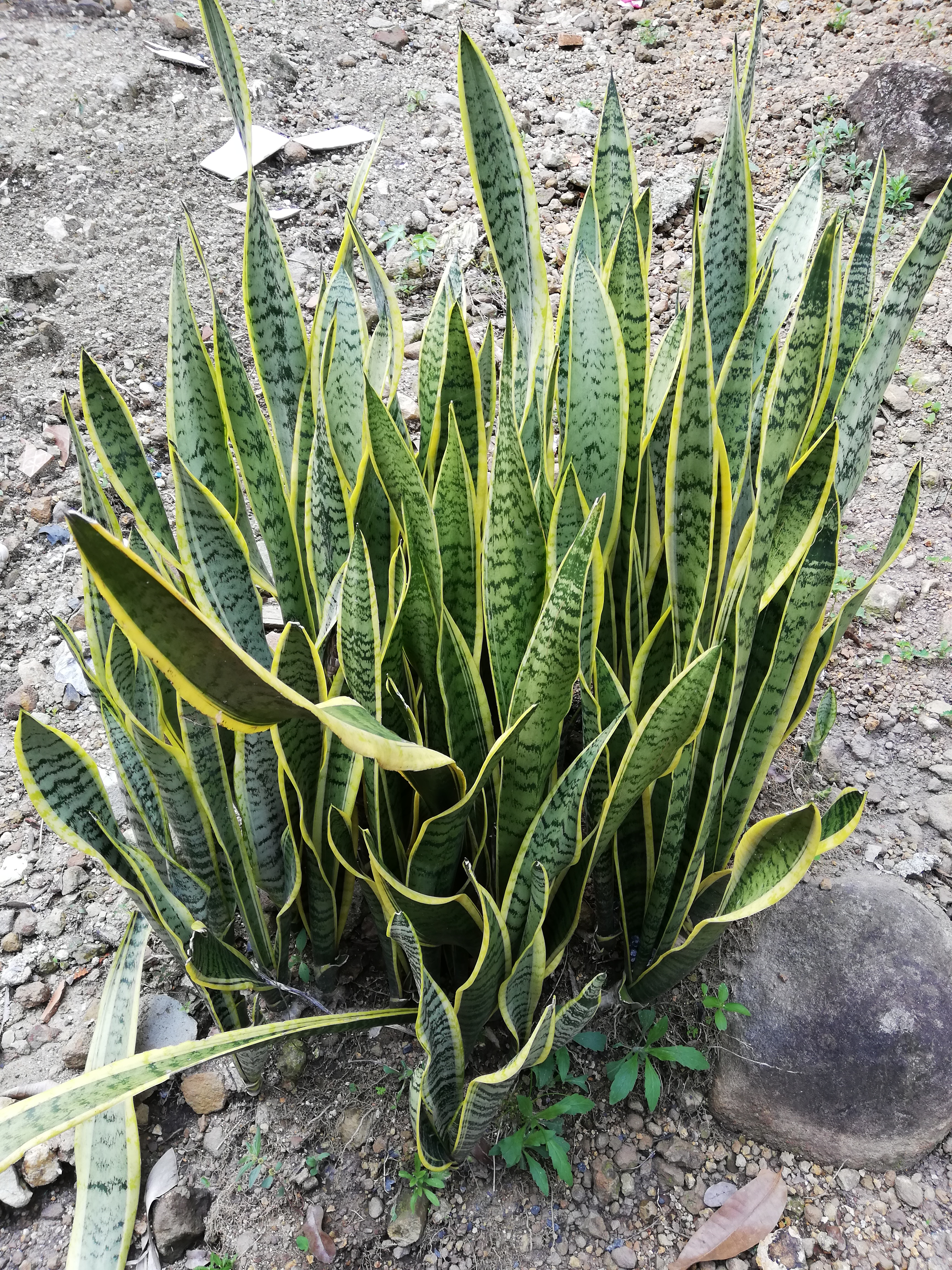
Dracaena trifasciata

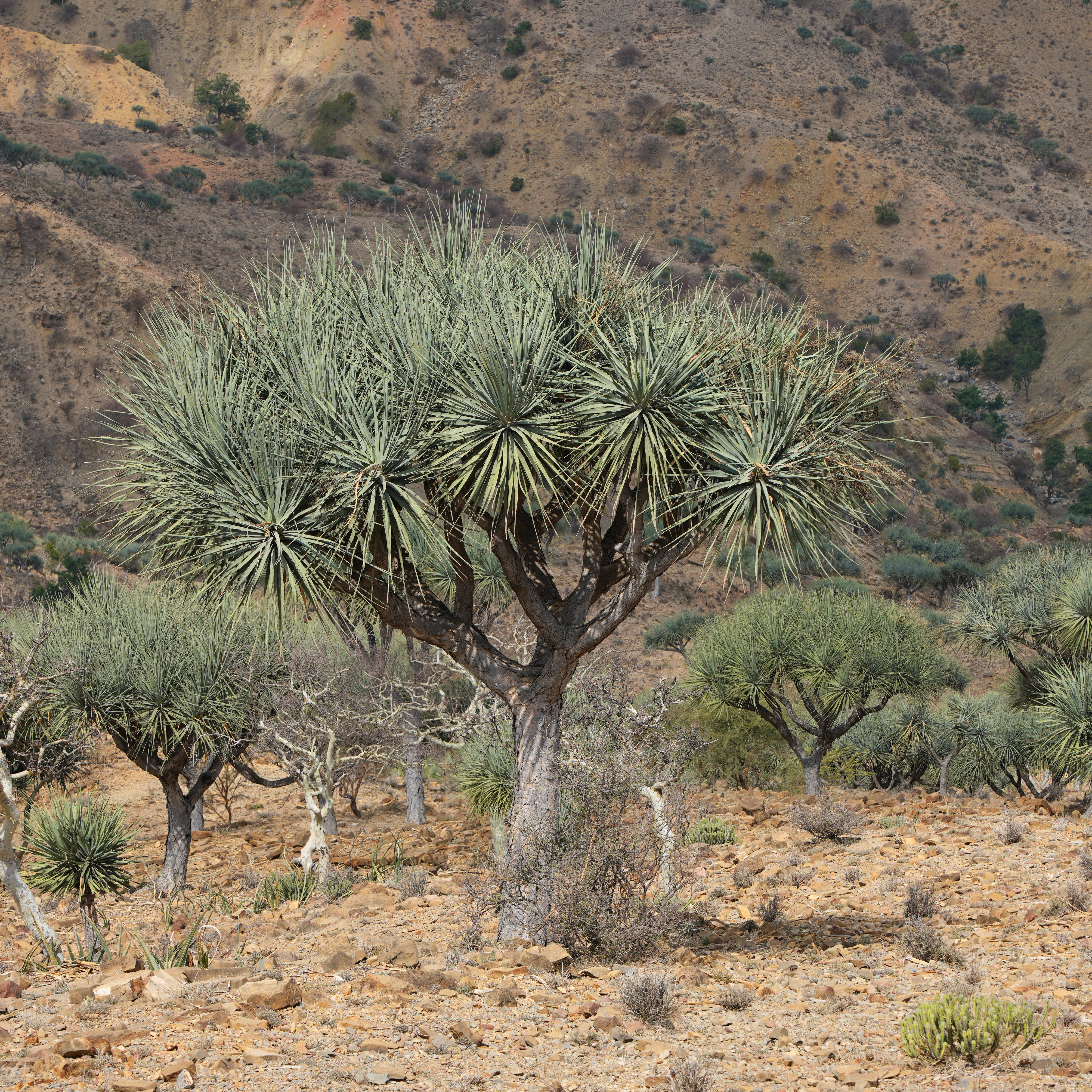
Dracaena ombet

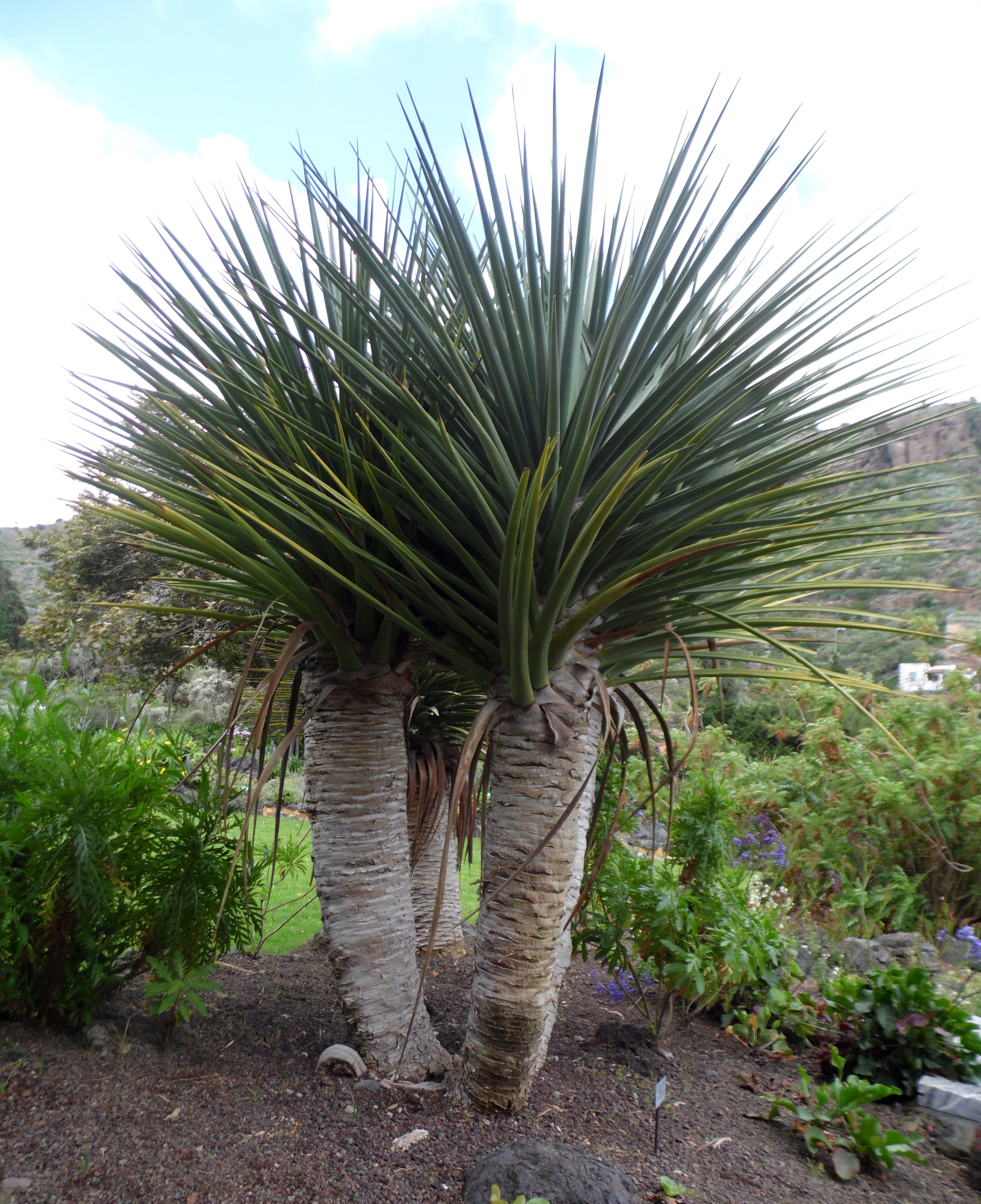
Dracaena tamaranae

Pozycja systematycznaRodzaj dracena należy do monotypowego plemienia Dracaeneae podrodziny Nolinoideae w rodzinie szparagowatych (Asparagaceae)}.
Historycznie zaliczany do rodziny myszopłochowatych (np. w systemie APG II z 2003), rodziny dracenowatych (np. w systemie Reveala (1994–1999), w systemie Takhtajana z 1997 roku i systemie Kubitzkiego z 1998 roku) i rodziny agawowatych (np. w systemie Parkera z 1982).
W latach 80. XX wieku zaczęto postulować włączenie do rodzaju dracena gatunków z rodzaju sansewieria (Sansevieria), wskazując na zasadnicze podobieństwa w budowie tych roślin i raczej tradycyjny charakter podziału. Badania filogenetyczne przeprowadzone na początku XXI wieku potwierdziły, że co prawda rodzaj sansewieria jest monofiletyczny, ale zagnieżdżony w rodzaju dracena. W konsekwencji we współczesnych ujęciach rodzaj dracena obejmuje gatunki historycznie zaliczane do rodzaju sansewieria.
Wykaz gatunków
- Dracaena acaulis Baker
- Dracaena acutissima Hua
- Dracaena adamii Hepper
- Dracaena aethiopica (Thunb.) Byng & Christenh.
- Dracaena afromontana Mildbr.
- Dracaena aletriformis (Haw.) Bos
- Dracaena angolensis (Welw. ex Carrière) Byng & Christenh.
- Dracaena angustifolia (Medik.) Roxb.
- Dracaena arborea (Willd.) Link
- Dracaena arborescens (Cornu ex Gérôme & Labroy) Byng & Christenh.
- Dracaena ascendens (L.E.Newton) Byng & Christenh.
- Dracaena aubryana Brongn. ex É.Morren
- Dracaena aubrytiana (Carrière) Byng & Christenh.
- Dracaena aurea H.Mann
- Dracaena bacularis (Pfennig ex A.Butler & Jankalski) Byng & Christenh.
- Dracaena bagamoyensis (N.E.Br.) Byng & Christenh.
- Dracaena ballyi (L.E.Newton) Byng & Christenh.
- Dracaena bhitalae (Webb & Newton) Takaw.-Ny. & Mucina
- Dracaena bicolor Hook.
- Dracaena borneensis (Merr.) Jankalski
- Dracaena brachyphylla Kurz
- Dracaena brachystachys Hook.f.
- Dracaena braunii Engl.
- Dracaena breviflora Ridl.
- Dracaena bueana Engl.
- Dracaena bugandana Byng & Christenh.
- Dracaena bukedea Takaw.-Ny. & Mucina
- Dracaena burdettii (Chahin.) Byng & Christenh.
- Dracaena burmanica (N.E.Br.) Byng & Christenh.
- Dracaena bushii Damen
- Dracaena calocephala Bos
- Dracaena cambodiana Pierre ex Gagnep.
- Dracaena camerooniana Baker
- Dracaena canaliculata (Carrière) Byng & Christenh.
- Dracaena cantleyi Baker
- Dracaena caulescens (N.E.Br.) Byng & Christenh.
- Dracaena cerasifera Hua
- Dracaena chahinianii (Webb & Myklebust) Takaw.-Ny. & Mucina
- Dracaena chiniana I.M.Turner
- Dracaena cincta Baker
- Dracaena cinnabari Balf.f.
- Dracaena cochinchinensis (Lour.) S.C.Chen
- Dracaena concinna Kunth
- Dracaena conferta Ridl.
- Dracaena congoensis Hua
- Dracaena conspicua (N.E.Br.) Byng & Christenh.
- Dracaena cristula W.Bull
- Dracaena cubensis Vict.
- Dracaena curtisii Ridl.
- Dracaena cuspidata Ridl.
- Dracaena dawei (Stapf) Byng & Christenh.
- Dracaena dhofarica (T.A.McCoy & Lavranos) Takaw.-Ny. & Mucina
- Dracaena dooneri (N.E.Br.) Byng & Christenh.
- Dracaena downsii (Chahin.) Byng & Christenh.
- Dracaena draco (L.) L. – dracena smocza, dracena smokowiec
- Dracaena dumetescens (L.E.Newton) Byng & Christenh.
- Dracaena ebracteata (Cav.) Byng & Christenh.
- Dracaena eilensis (Chahin.) Byng & Christenh.
- Dracaena ellenbeckiana Engl.
- Dracaena elliptica Thunb. & Dalm.
- Dracaena erythraeae (Mattei) Byng & Christenh.
- Dracaena fasciata (Cornu ex Gérôme & Labroy) Byng & Christenh.
- Dracaena fernaldii (H.St.John) Jankalski
- Dracaena finlaysonii Baker
- Dracaena floribunda Baker
- Dracaena fontanesiana Schult. & Schult.f.
- Dracaena forbesii (O.Deg.) Jankalski
- Dracaena forskaliana (Schult. & Schult.f.) Byng & Christenh.
- Dracaena fragrans (L.) Ker Gawl. – dracena wonna
- Dracaena francisii (Chahin.) Byng & Christenh.
- Dracaena frequens (Chahin.) Byng & Christenh.
- Dracaena ghiesbreghtii W.Bull ex J.J.Blandy
- Dracaena glomerata Baker
- Dracaena goldieana Bullen ex Mast. & T.Moore
- Dracaena gracillima (Chahin.) Byng & Christenh.
- Dracaena granulata Hook.f.
- Dracaena griffithii Regel
- Dracaena haemanthoides Bos ex Damen
- Dracaena halapepe (H.St.John) Jankalski
- Dracaena halemanuensis Jankalski
- Dracaena hallii (Chahin.) Byng & Christenh.
- Dracaena hanningtonii Baker
- Dracaena hargeisana (Chahin.) Byng & Christenh.
- Dracaena hewittii Ridl.
- Dracaena hokouensis G.Z.Ye
- Dracaena hosei (Ridl.) Jankalski
- Dracaena humiflora (D.J.Richards) Byng & Christenh.
- Dracaena hyacinthoides (L.) Mabb.
- Dracaena impressivenia Yu H.Yan & H.J.Guo
- Dracaena itumei (Mbugua) Byng & Christenh.
- Dracaena jayniana Wilkin & Suksathan
- Dracaena kaweesakii Wilkin & Suksathan
- Dracaena kirkii Baker
- Dracaena konaensis (H.St.John) Jankalski
- Dracaena kupensis Mwachala, Cheek, Eb.Fisch. & Muasya
- Dracaena laevifolia (R.H.Webb & L.E.Newton) Takaw.-Ny. & Mucina
- Dracaena lancea Thunb. & Dalm.
- Dracaena lancifolia (Ridl.) Jankalski
- Dracaena lavranii (Webb & Myklebust) Takaw.-Ny. & Mucina
- Dracaena laxissima Engl.
- Dracaena liberica (Gérôme & Labroy) Byng & Christenh.
- Dracaena longiflora (Sims) Byng & Christenh.
- Dracaena longifolia Ridl.
- Dracaena longistyla (la Croix) Byng & Christenh.
- Dracaena lunatifolia (L.E.Newton) Byng & Christenh.
- Dracaena maingayi Hook.f.
- Dracaena malawiana Byng & Christenh.
- Dracaena mannii Baker
- Dracaena marina Bos ex Damen
- Dracaena masoniana (Chahin.) Byng & Christenh.
- Dracaena mokoko Mwachala & Cheek
- Dracaena multiflora Warb. ex P.Sarasin & Sarasin
- Dracaena narokiensis ined.
- Dracaena newtoniana (T.G.Forrest) Byng & Christenh.
- Dracaena nilotica (Baker) Byng & Christenh.
- Dracaena nitens Welw. ex Baker
- Dracaena nitida (Chahin.) Byng & Christenh.
- Dracaena novoguineensis Gibbs
- Dracaena nyangensis Pellegr.
- Dracaena ombet Heuglin ex Kotschy & Peyr.
- Dracaena ovata Ker Gawl.
- Dracaena pachyphylla Kurz
- Dracaena parva (N.E.Br.) Byng & Christenh.
- Dracaena parviflora Baker
- Dracaena pearsonii (N.E.Br.) Byng & Christenh.
- Dracaena pedicellata (la Croix) Byng & Christenh.
- Dracaena penangensis Ridl.
- Dracaena pendula Ridl.
- Dracaena perrotii (O.Warburg) Byng & Christenh.
- Dracaena perrottetii Baker
- Dracaena pethera Byng & Christenh.
- Dracaena petiolata Hook.f.
- Dracaena pfisteri (D.J.Richards) Byng & Christenh.
- Dracaena phanerophlebia Baker
- Dracaena phillipsiae (N.E.Br.) Byng & Christenh.
- Dracaena phrynioides Hook.
- Dracaena pinguicula (P.R.O.Bally) Byng & Christenh.
- Dracaena porteri Baker
- Dracaena powellii (N.E.Br.) Byng & Christenh.
- Dracaena powysii (L.E.Newton) Byng & Christenh.
- Dracaena praetermissa Bos
- Dracaena purpurea (Ridl.) Jankalski
- Dracaena raffillii (N.E.Br.) Byng & Christenh.
- Dracaena reflexa Lam. – dracena odwrócona, dracena zagięta
- Dracaena rockii (H.St.John) Jankalski
- Dracaena rosulata Mwachala & Eb.Fisch.
- Dracaena roxburghiana (Schult. & Schult.f.) Byng & Christenh.
- Dracaena sambiranensis (H.Perrier) Byng & Christenh.
- Dracaena sanderiana Mast. – dracena Sandera
- Dracaena sarawakensis (W.W.Sm.) Jankalski
- Dracaena scabra Bos
- Dracaena scimitariformis (D.J.Richards) Byng & Christenh.
- Dracaena senegambica (Baker) Byng & Christenh.
- Dracaena serpenta Byng & Christenh.
- Dracaena serrulata Baker
- Dracaena siamica Ridl.
- Dracaena singapurensis Ridl.
- Dracaena singularis (N.E.Br.) Byng & Christenh.
- Dracaena sinus-simiorum (Chahin.) Byng & Christenh.
- Dracaena spathulata Byng & Christenh.
- Dracaena specksii (Webb & Myklebust) Takaw.-Ny. & Mucina
- Dracaena spicata Roxb.
- Dracaena steudneri Engl.
- Dracaena stuckyi (God.-Leb.) Byng & Christenh.
- Dracaena subspicata (Baker) Byng & Christenh.
- Dracaena subtilis (N.E.Br.) Byng & Christenh.
- Dracaena suffruticosa (N.E.Br.) Byng & Christenh.
- Dracaena surculosa Lindl.
- Dracaena tamaranae Marrero Rodr., R.S.Almeira & M.Gonzáles-Martin
- Dracaena terniflora Roxb.
- Dracaena testudinea Byng & Christenh.
- Dracaena tholloniana Hua
- Dracaena thwaitesii Regel
- Dracaena timorensis Kunth
- Dracaena transvaalensis Baker
- Dracaena trifasciata (Prain) Mabb.
- Dracaena umbraculifera Jacq.
- Dracaena umbratica Ridl.
- Dracaena usambarensis Engl.
- Dracaena varians (N.E.Br.) Byng & Christenh.
- Dracaena viridiflora Engl. & K.Krause
- Dracaena volkensii (Gürke) Byng & Christenh.
- Dracaena wakaensis Damen & Quiroz
- Dracaena waltersiae Damen
- Dracaena xiphophylla Baker
- Dracaena yuccifolia Ridl.
- Dracaena zebra Byng & Christenh.
- Dracaena zeylanica (L.) Mabb.

## Zastosowanie

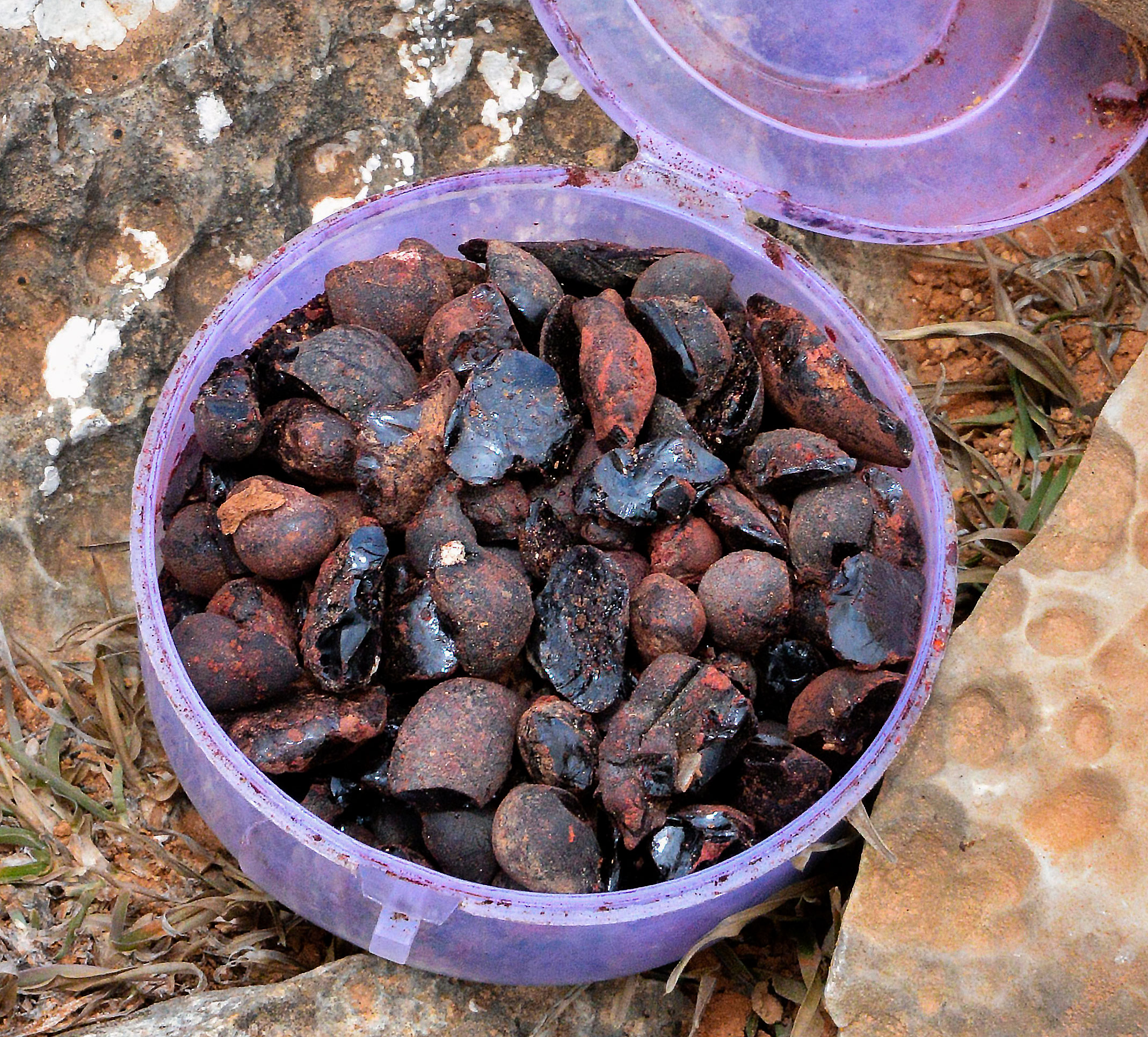
Żywica Dracaena cinnabari

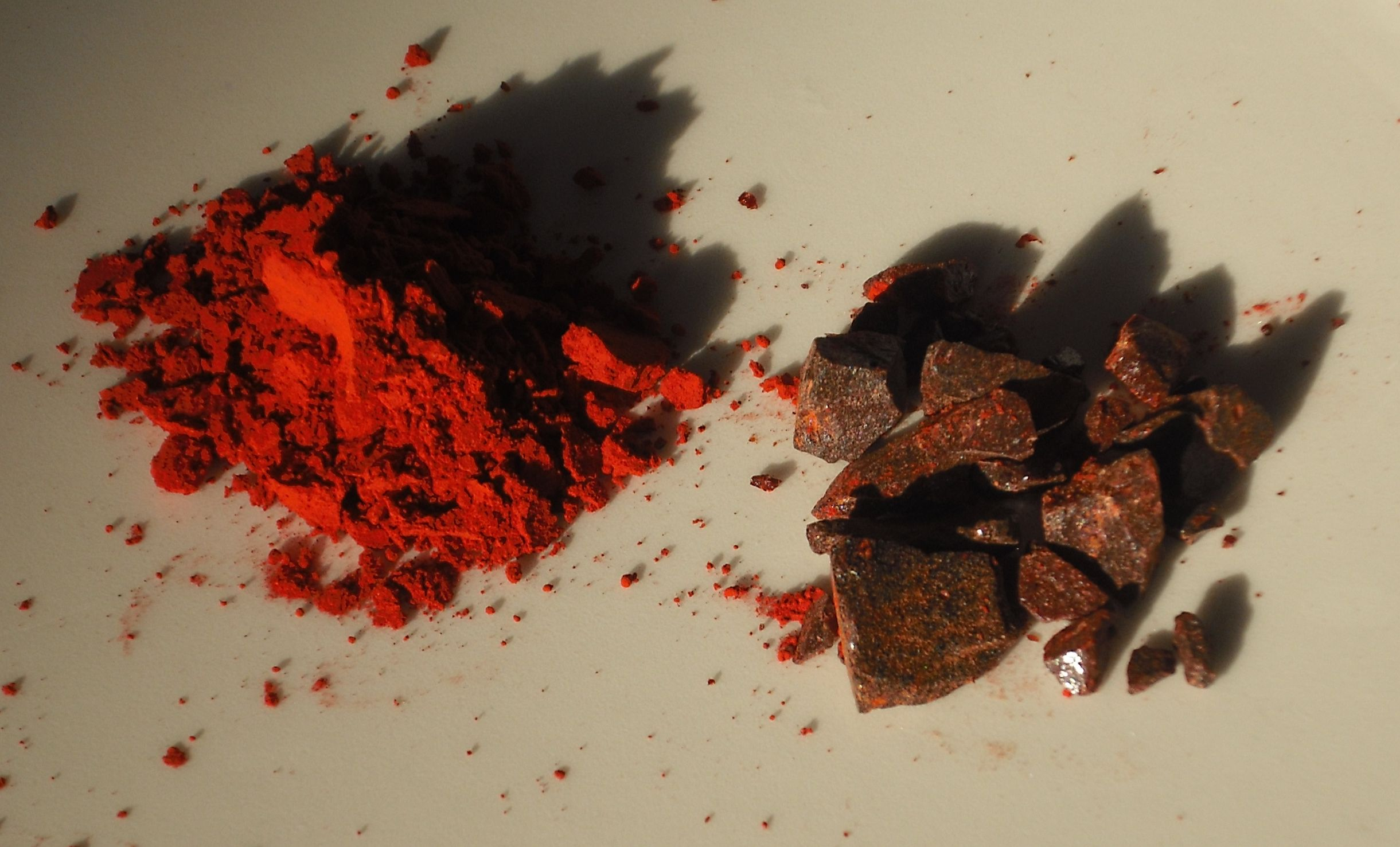
Smocza krew: proszek i żywica

Rośliny ozdobneW uprawie znajdują się gatunki i kultywary dracen różniące się pokrojem, kształtem i barwą liści, a także wymogami siedliskowymi. Do najbardziej popularnych gatunków w uprawie należą:
- dracena smocza – Dracaena draco
- dracena wonna – Dracaena fragrans
- dracena Sandera – Dracaena sanderiana
- dracena odwrócona – Dracaena reflexa
- dracena obrzeżona – Dracaena reflexa var. angustifolia (syn. Dracaena marginata)
- Dracaena aletriformis
- Dracaena angolensis
- Dracaena arborea
- Dracaena deremensis
- Dracaena eliptica
- Dracaena goldieana
- Dracaena surculosa
- Dracaena eliptica
- Dracaena zebra
- Dracaena parva
- Dracaena dooneri
- Dracaena hanningtonii
- Dracaena hyacinthoides
- Dracaena arborescens
- Dracaena serpenta
- sansewieria gwinejska – Dracaena trifasciata

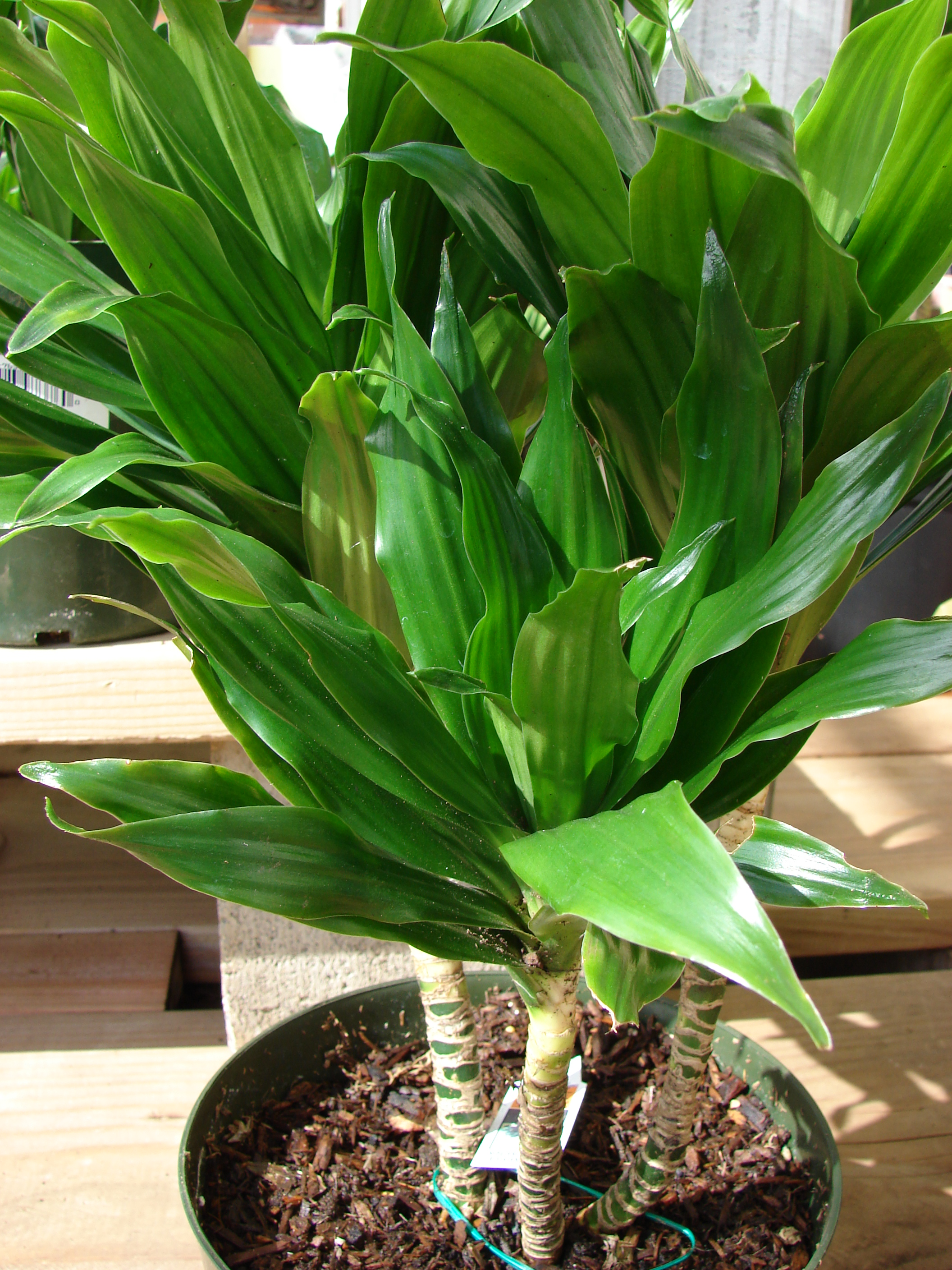
Dracena wonna
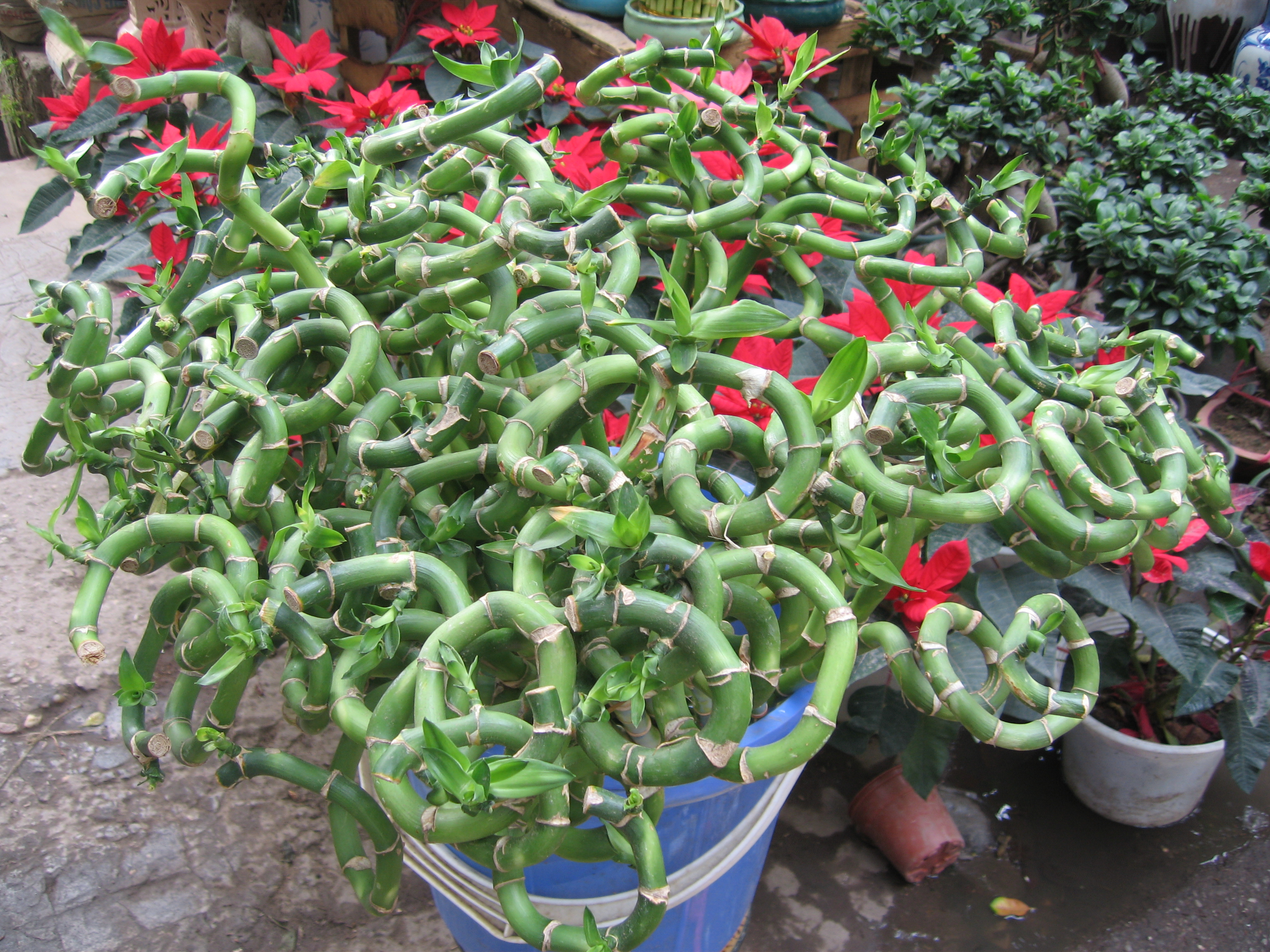
Dracena Sandera
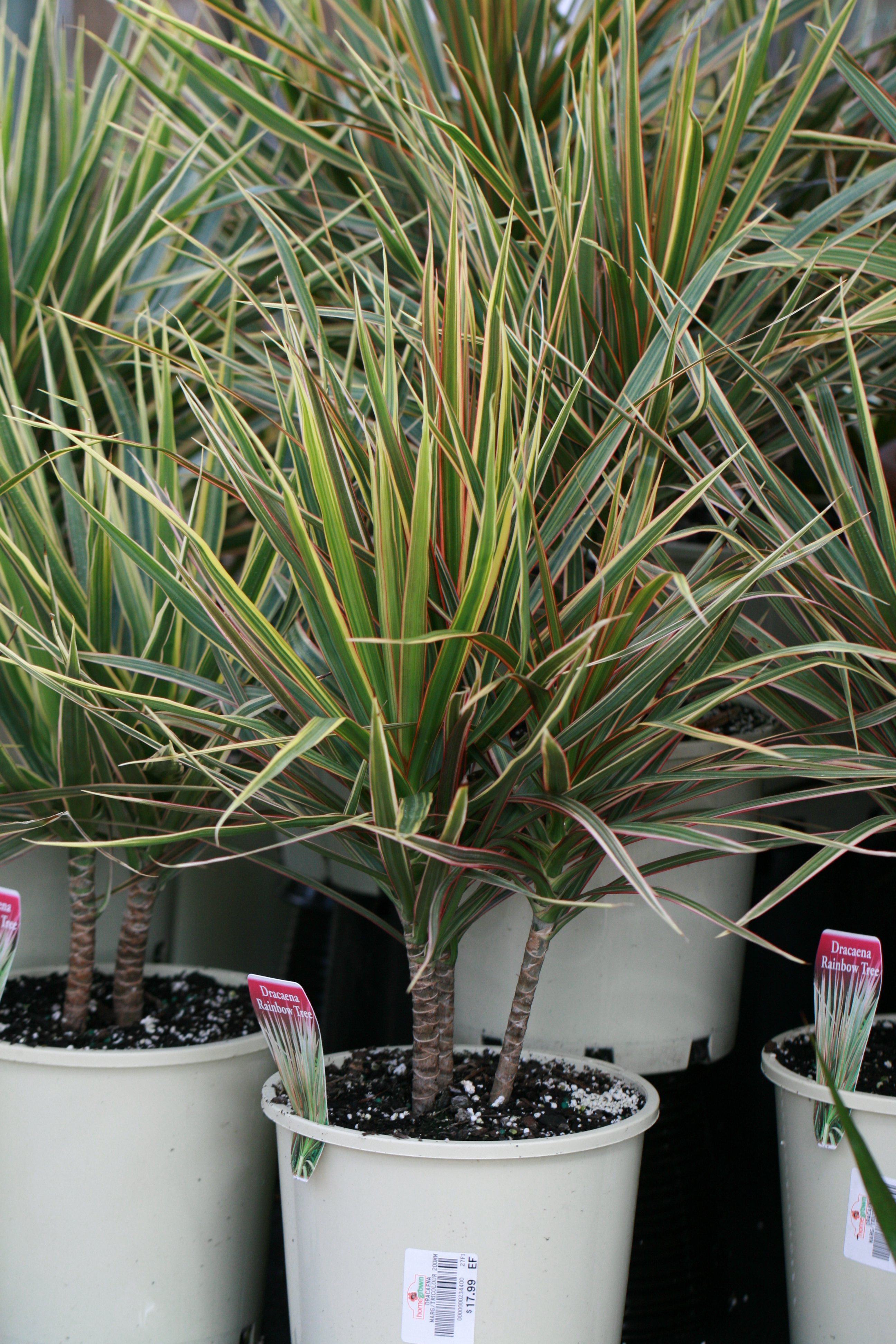
Dracena obrzeżona
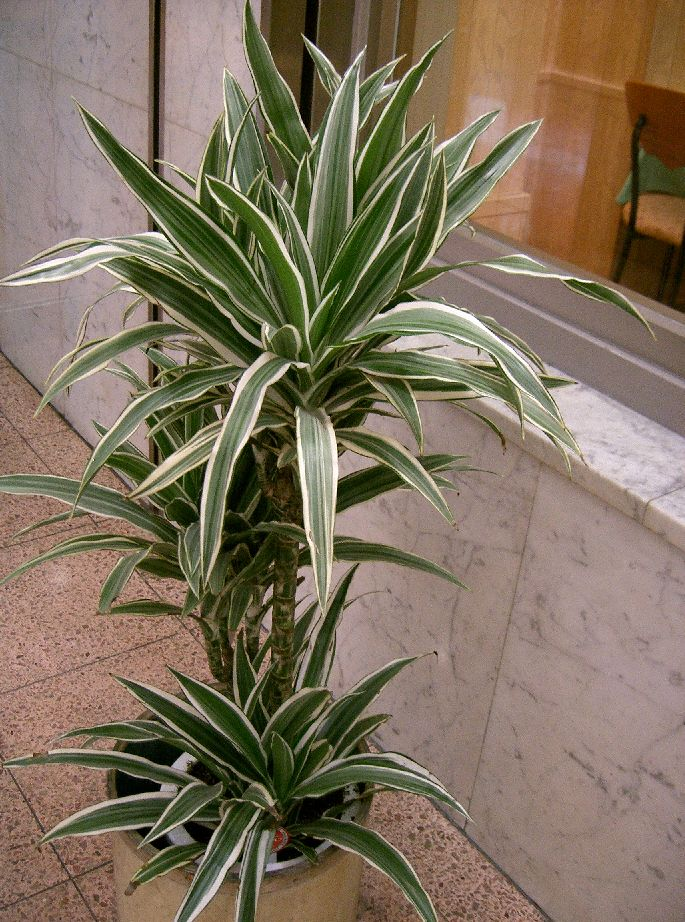
Dracaena deremensis
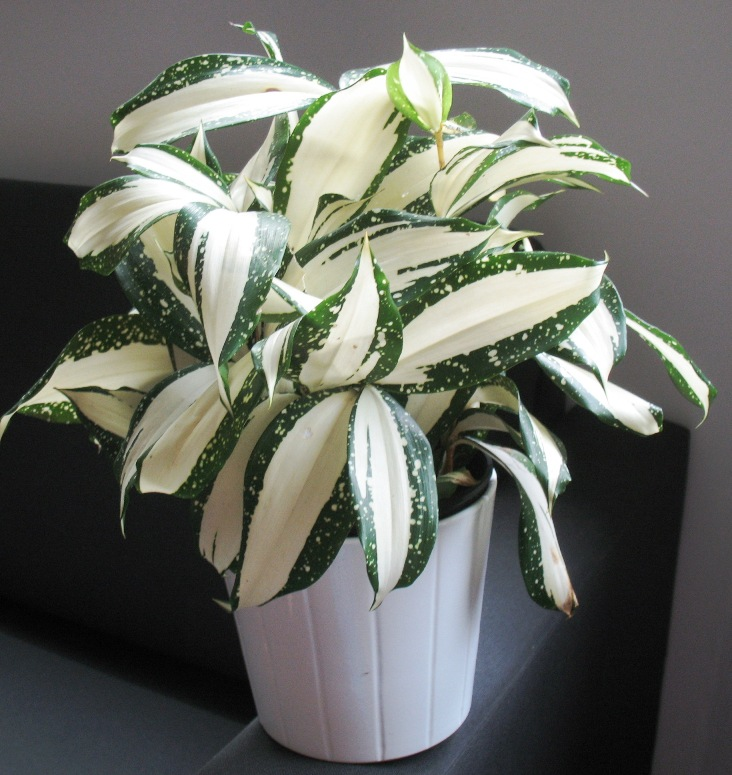
Dracaena surculosa ‘Milky Way’
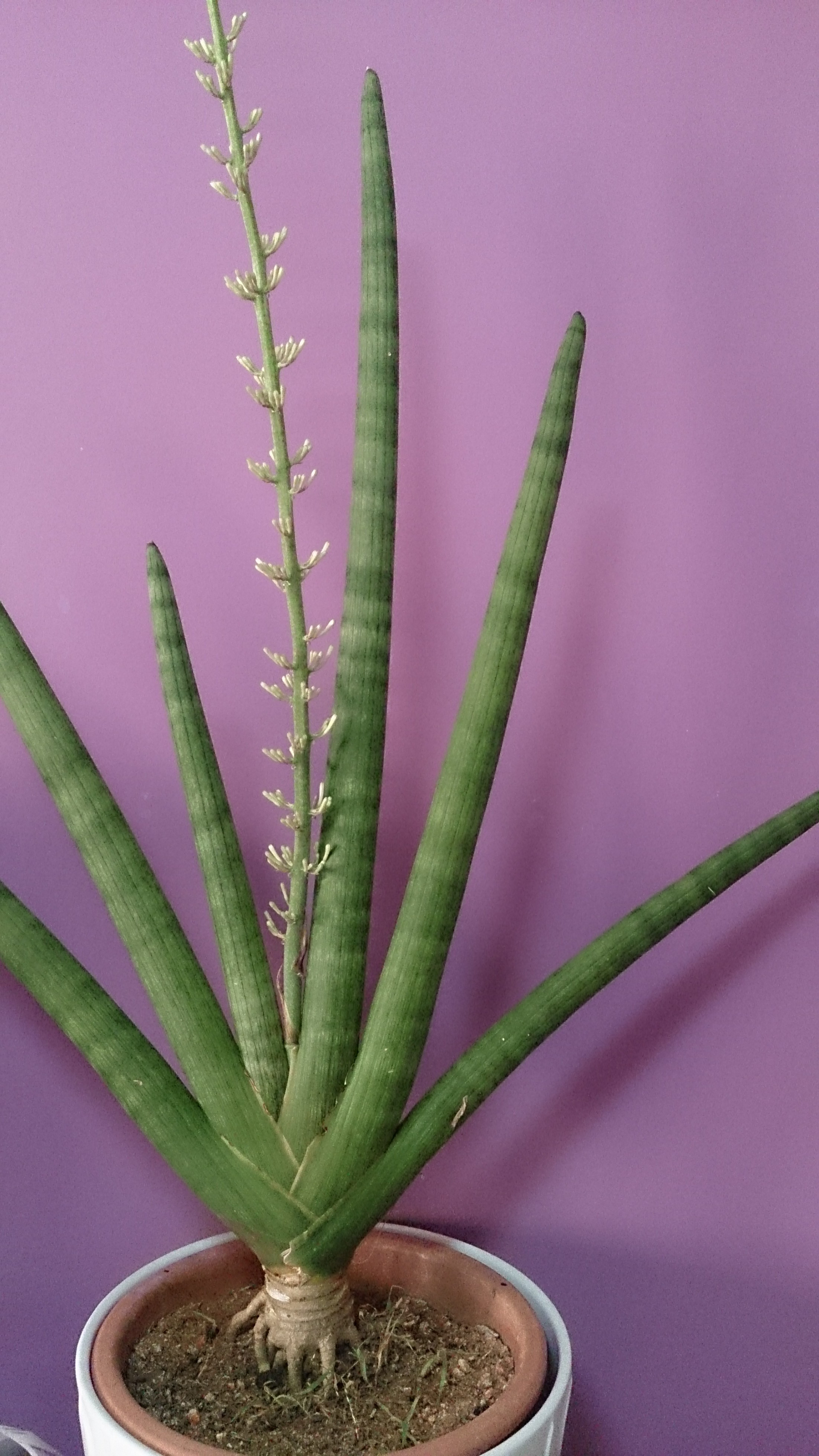
Dracaena angolensis
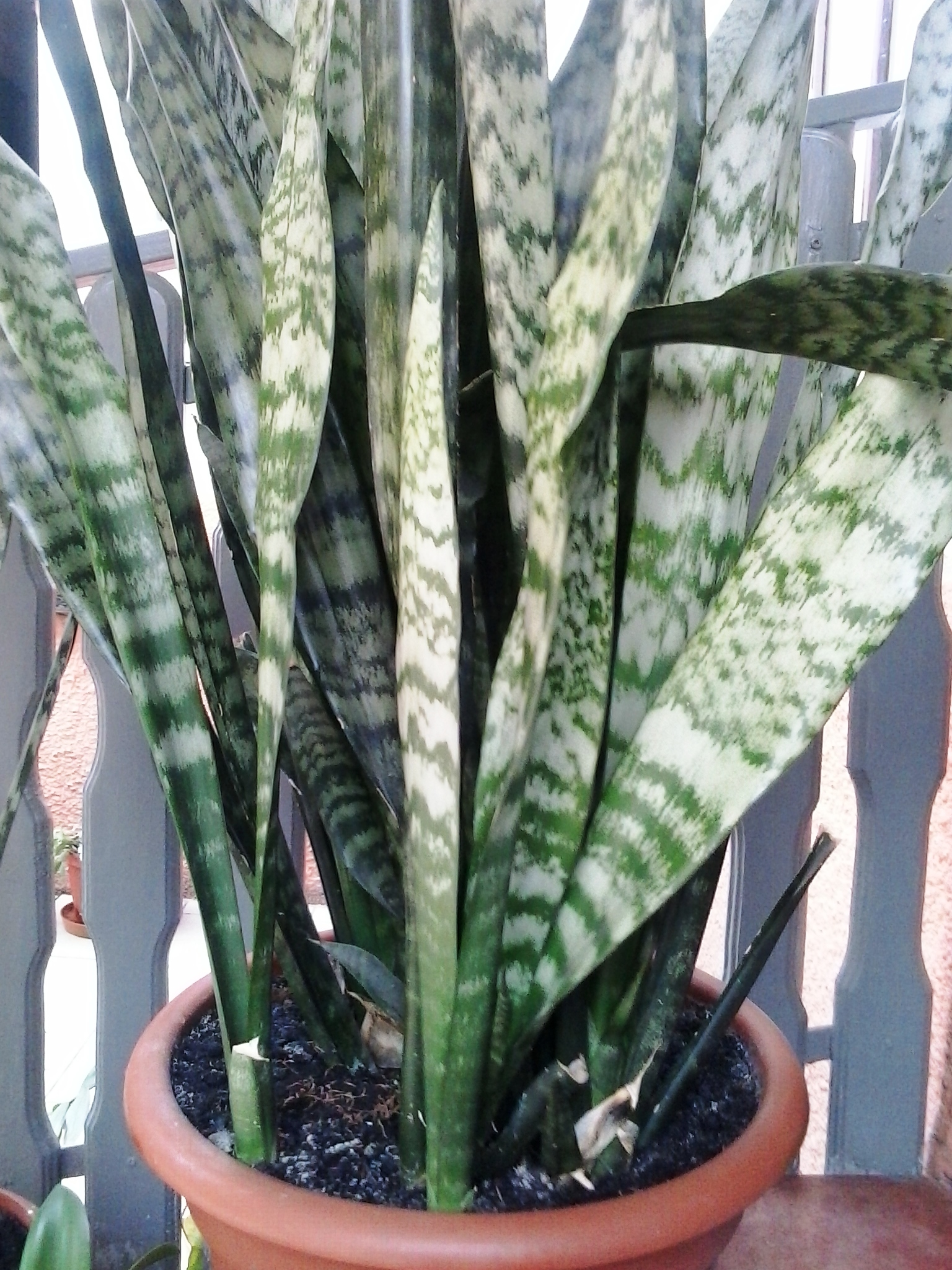
Sansewieria gwinejska
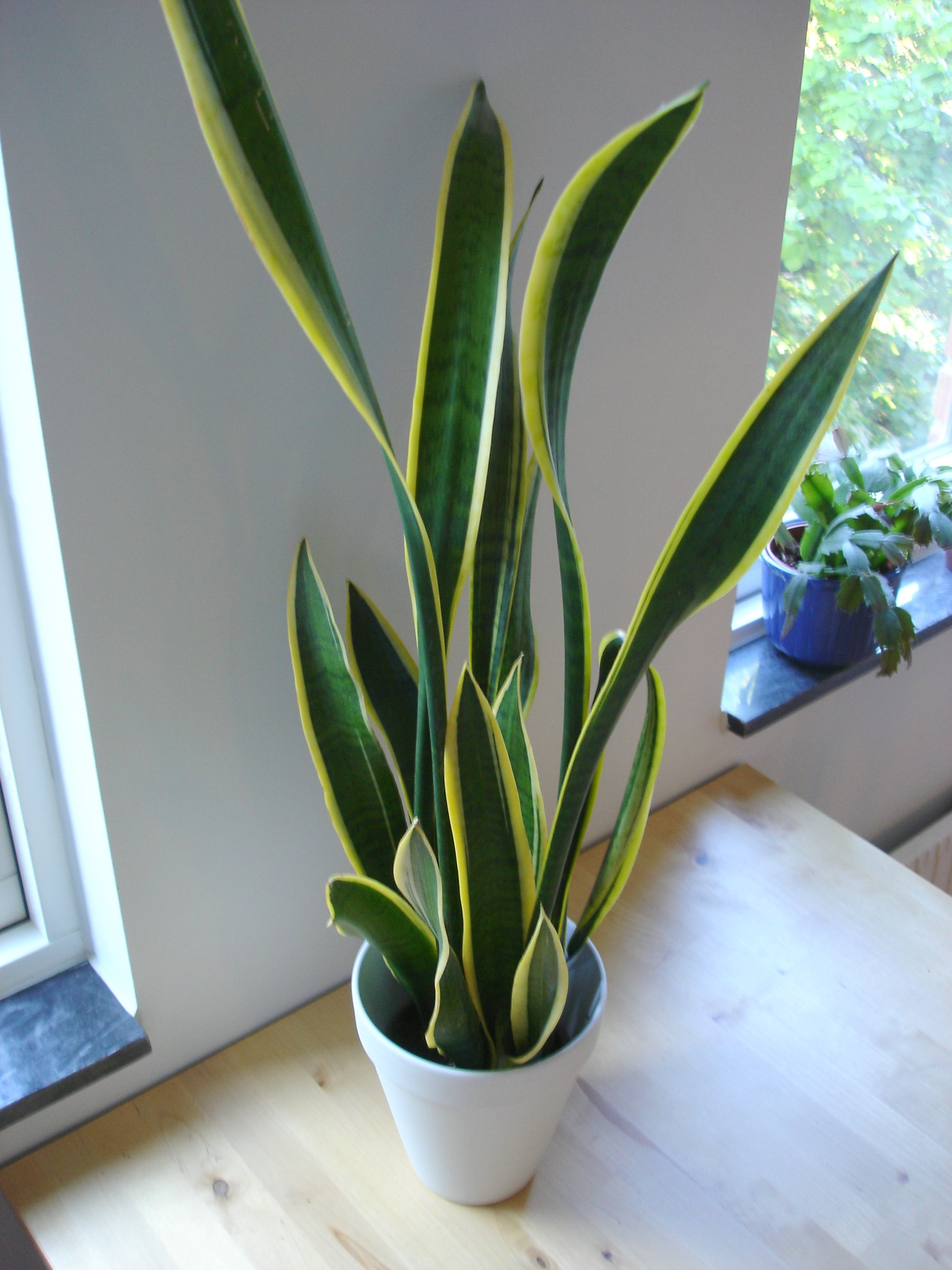
Dracaena trifasciata
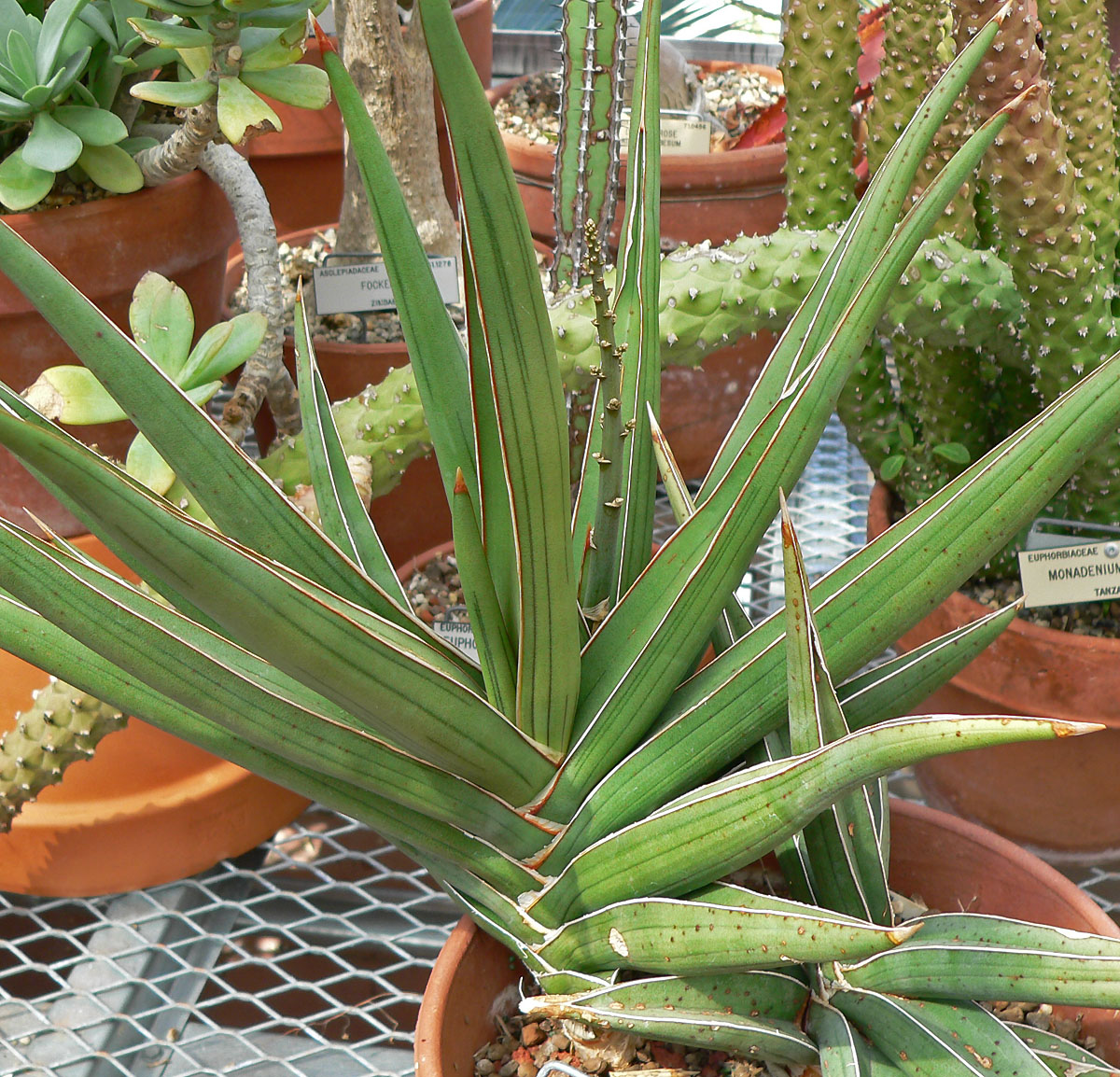
Dracaena hanningtonii
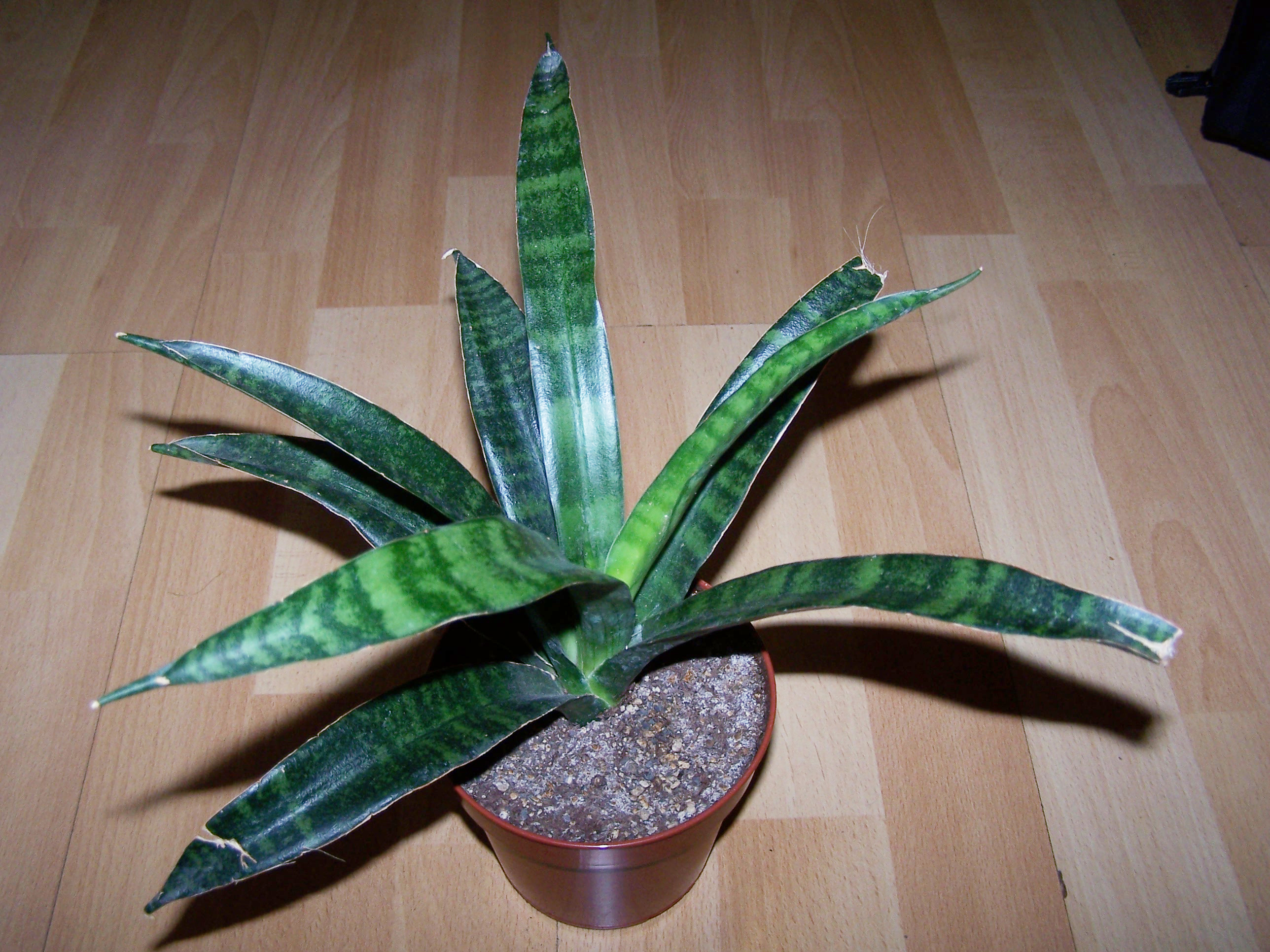
Dracaena parva

Draceny mają duże wymagania świetlne, najlepiej im odpowiada stanowisko jasne, ale nie nasłonecznione. Więcej światła potrzebują odmiany o barwnych liściach, gdyż w miejscu słabo oświetlonym kolory zanikają. Latem odpowiednia jest temperatura pokojowa, natomiast zimą powinna wynosić 12–15 °C dla draceny smoczej i draceny wonnej oraz 15–18 °C dla pozostałych gatunków. W okresie wzrostu, od marca do sierpnia, rośliny należy podlewać umiarkowanie, w okresie spoczynku, jesienią i zimą, oszczędniej. Draceny nie tolerują skrajnych warunków wilgotnościowych. Zalewanie podłoża lub nadmiar wody w podstawce może powodować gnicie mięsistych korzeni, zaś skutkiem przesuszenia jest opadanie liści, szczególnie u odmian o barwnych liściach, które są bardziej wrażliwe. Od marca do sierpnia nawozić należy raz na dwa tygodnie roztworem nawozu wieloskładnikowego. Rośliny korzystnie reagują na zraszanie. Młode egzemplarze dracen przesadza się każdego roku, natomiast starsze, coraz rzadziej – raz na 2–3 lata. Odpowiednie do uprawy podłoże powinno być żyzne, próchniczne i przepuszczalne, a nowa doniczka tylko nieco większa od poprzedniej.
Draceny rozmnaża się przez sadzonki wierzchołkowe pobierane wiosną. Sadzonki zabezpiecza się preparatem grzybobójczym i umieszcza na podłożu z torfu, którego temperatura powinna wynosić ok. 24–25 °C. Ukorzenione rośliny sadzi się w żyzne, przepuszczalne podłoże. Możliwe jest również rozmnażanie przez sadzonki pędowe (fragment pędu z dobrze wykształconymi oczkami), trwa to jednak znacznie dłużej. Dracenę smoczą (Dracena draco L.) można rozmnażać generatywnie. Nasiona wysiewa się pojedynczo do małych doniczek wypełnionych ziemią do rozmnażania. W temperaturze 24–25 °C kiełkowanie trwa ok. 5 tygodni.
Pochodząca z Azji dracena Sandera, zwana Lucky Bamboo, sprzedawana jest w formie wiązki kilku skręconych pędów. Według zasad feng shui liczba pędów powinna wynosić trzy dla szczęścia, pięć dla bogactwa lub sześć dla zdrowia; według tradycji chińskich nie należy uprawiać czterech pędów z uwagi na podobieństwo słów cztery i śmierć w języku chińskim.
W Afryce Dracaena deisteliana i D. mannii sadzone jest jako element żywopłotów. Podobnie wykorzystywana jest w zachodniej Afryce dracena wonna, która oprócz tego sadzona jest tam na cmentarzach. Na grobach sadzona jest też D. liberica.
Niektóre gatunki draceny sadzone są jako podpory w uprawie wanilii.
Z uwagi na zawartość saponin draceny mogą być trujące dla zwierząt domowych, szczególnie kotów. Objawami zatrucia u psów i kotów są wymioty z krwią, ślinotok i ataksja. U kotów dodatkowo może wystąpić rozszerzenie źrenic i duszność. Zatrute zwierzęta należy leczyć objawowo, w tym poprzez nawadnianie.
Rośliny leczniczeŻywica draceny smoczej (tzw. smocza krew) była od starożytności używana do tamowania krwawień, na wrzody i rany oraz stosowana jako środek przeciwbakteryjny, przeciwwirusowy i przeciwzapalny. Współczesne badania wykazały obecność w żywicy saponiny steroidowej icogeniny, o działaniu cytotoksycznym na komórki ludzkiej białaczki szpikowej.
Współcześnie wiele gatunków wykorzystywanych jest w tradycyjnej medycynie afrykańskiej. Na przykład D. afromontana stosowana jest w biegunkach oraz na bóle reumatyczne, D. aletriformis do produkcji żywicznego, krwistoczerwonego mydła stosowanego do przyspieszania gojenia ran, D. angustifolia w astmie i po porodzie, D. arborea w bólach głowy, uszu i zapaleniu krtani, D. cinnabari jest źródłem żywicy wykorzystywanej w biegunkach i do leczenia ran. Owoce i liście D. fragrans wykorzystywane są przeciwzapalnie, antyseptycznie, a napar z korzeni stosowany jest w malarii. Owoce D. mannii wykorzystywane są przeciwgrzybiczo, liście na choroby psychiczne i bóle w klatce piersiowej, korzenie na bóle żołądka i w chorobach wenerycznych. Popiół z korzeni roślin tego gatunku stosowany jest w zachodniej Afryce jako środek przeciwpasożytniczy. Proszek z korzeni D. steudneri stosowany jest na rany, a napar z kory – do leczenia chorób wątroby. W Tanganice, Gabonie i Kenii wywary z kory i korzeni draceny wonnej wykorzystywane są jako środek przeciwbólowy i przeciwgorączkowy. Sfermentowane liście D. liberica stosowane są w Nigerii na malarię, a sok ze świeżych liści lub wywar z nich do leczenia rzeżączki, wrzodów, bólu uszu i zębów. W żywicy D. cinnabari znajduje się dracofan, pochodna metacyklofanu, biflawonoidy (w tym cinnabaron, chromany i flawany), sterole i triterpeny (w tym norcykloartanol, cholesterol, kampesterol, stygmasterol, sitosterol, stygmastanol, cykloartanol, lupeol i betulina).
W Indiach sok z korzeni D. petiolata podawany jest wymiotnie w bólach żołądka, a liście służą do przygotowania okładów na obrzęk stawów. D. roxburghiana stosowana jest w tym kraju przeciwpasożytniczo i na przewlekły kaszel.
W Chinach i Indochinach suszona żywica D. cambodiana i D. cochinchinensis wykorzystywane są do poprawy krążenia krwi i usuwania zakrzepów, a także do leczenia wrzodów żołądka. W badaniach żywicy D. cochinchinensis, zwanej xue jie, stwierdzono obecność chalkonów i dihydrochalkonów, w tym loureiryny i cochinchineniny, flawonoidów, stylbenów, w tym resweratrolu, i innych związków chemicznych, w tym saponin steroidowych (spirostanoli) takich jak dracenogenina A i B. Związki aktywne zawarte w żywicy wykazują działanie ograniczające powstawanie zakrzepów, hamujące agregację płytek krwi, redukujące poziom glukozy i lipidów we krwi, hamujące wzrost bakterii i grzybów, przyspieszające gojenie się ran oraz zmniejszające stan zapalny i ból.
Na Borneo i w Malezji napar z liści D. chiniana stosowany jest na reumatyzm, a miazga ze świeżych liści na choroby grzybicze skóry. Z kolei D. finlaysonii jako antidotum na zatrucie, a D. umbratica na reumatyzm.
W Kambodży, Laosie i Wietnamie D. angustifolia stosowana jest w problemach z laktacją. W Indonezji wywar z liści roślin tego gatunku używany jest do leczenia rzeżączki, a sok z liści stosowany jako odżywka do włosów. W Filipinach korzenie D. angustifolia używane są na ukąszenia owadów oraz do łagodzenia bólu brzucha. W roślinach obecne są saponiny spirostanowe i furostanowe (np. namonina), a także nadtlenek ergosterolu, kwas linolowy i fitol. Współczesne badania saponin obecnych w organach podziemnych D. angustifolia wykazały ich działanie cytotoksyczne na komórki ludzkiego włókniakomięsaka, z wartościami IC50 od 0,2 do 3,8 μM, w porównaniu do 0,2 μM dla pozytywnej grupy kontrolnej (doksorubicyny).
Na Hawajach D. aurea stosowana jest w gorączce i astmie.
Rośliny spożywczeKwiaty niektórych gatunków są jadane na Madagaskarze. Młode pędy i liście Dracaena mannii spożywane są w zachodniej Afryce jako warzywo. Podobne zastosowanie znajdują młode liście draceny zagiętej.
Rośliny magiczneOd czasów starożytnych Dracaena cinnabari, z uwagi na krwistoczerwony wysięk żywiczny, zwany smoczą krwią, była rośliną używaną w rytuałach magicznych i alchemii. Również współcześnie rośliny ze tego rodzaju mają zastosowanie magiczne i rytualne w Afryce i Azji Południowo-Wschodniej, a także w amerykańskich rytuałach hoodoo i voodoo. W rytuałach magicznych zastosowanie znajduje atrament ze smoczej krwi, sporządzany z 1 części sproszkowanej żywicy draceny smoczej, 13 części alkoholu i 1 części gumy arabskiej. Sproszkowana żywica bywa też umieszczana pod dywanami, w drzwiach wejściowych, okiennicach w celu ochrony przed negatywną energią.
Guanczowie stosowali żywicę z draceny smoczej do balsamowania zwłok.
Rośliny włóknisteZ liści draceny wonnej pozyskuje się włókno używane w Afryce do produkcji odzieży. Włókna pozyskiwane z liści Dracaena liberica wykorzystywane są do produkcji ozdób oraz gąbek do mycia dla dzieci. Źródłem włókien są też D. hanningtonii, D. longiflora, D. roxburghiana, D. senegambica i D. subspicata.

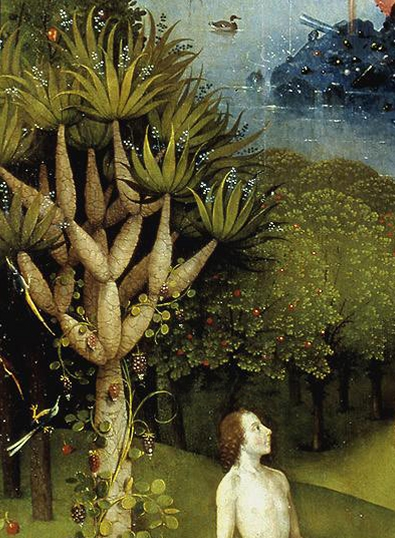
Fragment Ogrodu rozkoszy ziemskich H. Boscha

Inne zastosowaniaW średniowieczu żywicę z draceny zaczęto stosować jako źródło cynobru, barwnika używanego w manuskryptach, często reprezentującego krew Chrystusa.
Współcześnie żywica niektórych gatunków używana jest do produkcji lakierów, w tym bejcy używanej do lakierowania skrzypiec. Żywica pozyskiwana z D. cinnabari używana była do zdobienia ceramiki.
W zachodniej Afryce do produkcji barwników wykorzystuje się też pień D. mannii.

## Obecność w kulturze
Dracena, będąca źródłem żywicy, zwanej smoczą krwią, jest od wieków obecna w sztuce. Roślina ta przedstawiana była jako drzewo życia rosnące w raju. Uwidoczniono ją w Liber chronicarum Michała Wolgemuta z 1493 roku i w Ogrodzie rozkoszy ziemskich Hieronima Boscha z ok. 1500 roku. Dracena widnieje też w drzeworytach Albrechta Dürera i Martina Schongauera z przełomu XV i XVI wieku z cyklu „Ucieczka do Egiptu”.
Współcześnie dracena była uwidaczniana na monetach:
- 2 Euro z 2018 roku, wydanej dla upamiętnienia 250. rocznicy Ogrodu Botanicznego Ajuda w Portugalii,
- 25 peset hiszpańskich z 1994 roku upamiętniającej Wyspy Kanaryjskie,
- 20 riali jemeńskich z 1993 roku.

Draceny były również prezentowane na znaczkach pocztowych Hiszpanii, Jemenu, Rwandy, Somalii, Dżibuti, Mozambiku, Maroka, a także znaczku wyemitowanym przez ONZ.